# Championnat du Portugal de football de deuxième division 2016-2017
Navigation
Saison précédente Saison suivante
La saison 2016–2017 du Championnat du Portugal de football D2, ou Ledman LigaPro, est la 27e édition du championnat de deuxième division professionnelle portugaise.

## Organisation du championnat
Cette saison, contrairement aux 24 équipes que comptaient les deux saisons précédentes, ce sont 22 équipes qui concourent dans ce championnat qui se déroule en matches aller/retour sur 42 journées.
À l'issue de la saison, le champion et son dauphin sont directement promus en Liga NOS. Les équipes terminant à la 17è et 18è place disputent un barrage (aller/retour) contre les deux équipes de l'échelon inférieur (Campeonato de Portugal Prio) ayant terminée à la deuxième place du classement de la Zone Nord et de la Zone Sud pour tenter de se maintenir tandis que les équipes terminant aux 4 dernières places sont directement reléguées en Campeonato de Portugal Prio (D3). À noter que les équipes réserves (ou "B") ne sont pas éligibles à la promotion en division supérieure.

## Les Équipes
| Club                  | Ville                  | Classement 2015-2016 | Stade                                   | Capacité |
| --------------------- | ---------------------- | -------------------- | --------------------------------------- | -------- |
| Académica de Coimbra  | Coimbra                | 18e (1a Liga)        | Estádio Cidade de Coimbra               | 29 744   |
| Académico de Viseu FC | Viseu                  | 17e                  | Estádio do Fontelo                      | 8 046    |
| AD Fafe               | Fafe                   | 2e (D3)              | Estádio Municipal de Fafe               | 4 000    |
| CD Cova da Piedade    | Cova da Piedade-Almada | 1er (D3 Zone Sud)    | Estádio Municipal José Martins Vieira   | 3 500    |
| CD das Aves           | Vila das Aves          | 8e                   | Estádio do CD das Aves                  | 5 441    |
| CD Santa Clara        | Ponta Delgada-Açores   | 16e                  | Estádio de São Miguel                   | 12 500   |
| CF União da Madeira   | Ribeira Brava-Madeira  | 17e (1a Liga)        | Centro Desportivo da Madeira            | 2 500    |
| FC Famalicão          | Vila Nova de Famalicão | 6e                   | Estádio Municipal de Famalicão          | 10 000   |
| FC Penafiel           | Penafiel               | 12e                  | Estádio Municipal 25 de Abril           | 5 230    |
| FC Porto B            | Porto                  | 1er                  | Estádio Municipal Dr. Jorge Sampaio     | 8 272    |
| FC Vizela             | Vizela                 | 1er (D3 Zone Nord)   | Estádio FC de Vizela                    | 6 000    |
| Gil Vicente FC        | Barcelos               | 11e                  | Estádio Cidade de Barcelos              | 12 032   |
| Leixões SC            | Matosinhos             | 18e                  | Estádio do Mar                          | 9 821    |
| Portimonense SC       | Portimão               | 4e                   | Estádio Municipal de Portimão           | 6 000    |
| Sporting CP B         | Lisbonne               | 10e                  | CGD Stadium Aurélio Pereira             | 1 180    |
| SC Braga B            | Braga                  | 15e                  | Estádio Municipal 1° de Maio            | 5 000    |
| SC Covilhã            | Covilhã                | 14e                  | Estádio Municipal José dos Santos Pinto | 2 055    |
| SC Olhanense          | Olhão                  | 7e                   | Estádio José Arcanjo                    | 5 661    |
| SC Freamunde          | Freamunde              | 5e                   | Complexo Desportivo do SC Freamunde     | 3 919    |
| SL Benfica B          | Lisbonne               | 19e                  | Caixa Futebol Campus                    | 2 720    |
| Varzim SC             | Póvoa de Varzim        | 9e                   | Estádio do Varzim SC                    | 7 280    |
| Vitória SC B          | Guimarães              | 13e                  | Estádio D. Afonso Henriques             | 30 008   |

## Classement
En cas d'égalité, les équipes sont départagées selon les critères suivants :
1. Face-à-face
2. Différence de buts lors des face-à-face
3. Nombre de buts marqués lors des face-à-face
4. Différence de buts générale
5. Nombre de buts marqués (général)

| Rang | Équipe                 | Pts | J  | G  | N  | P  | Bp | Bc | Diff |
| ---- | ---------------------- | --- | -- | -- | -- | -- | -- | -- | ---- |
| 1    | Portimonense SC        | 83  | 42 | 25 | 8  | 9  | 70 | 39 | +31  |
| 2    | CD Aves                | 81  | 42 | 23 | 12 | 7  | 63 | 38 | +25  |
| 3    | União da Madeira R     | 64  | 42 | 17 | 13 | 12 | 52 | 43 | +9   |
| 4    | SL Benfica "B"         | 63  | 42 | 18 | 9  | 15 | 56 | 58 | -2   |
| 5    | FC Penafiel            | 63  | 42 | 18 | 9  | 15 | 56 | 55 | +1   |
| 6    | Académica de Coimbra R | 62  | 42 | 17 | 11 | 14 | 42 | 35 | +7   |
| 7    | SC Braga "B"           | 62  | 42 | 16 | 14 | 12 | 64 | 50 | +14  |
| 8    | SC Covilhã             | 62  | 42 | 15 | 17 | 12 | 51 | 41 | +10  |
| 9    | Varzim SC              | 61  | 42 | 17 | 10 | 15 | 45 | 48 | -3   |
| 10   | CD Santa Clara         | 60  | 42 | 16 | 12 | 14 | 44 | 42 | +2   |
| 11   | V. Guimarães "B"       | 60  | 42 | 18 | 6  | 18 | 54 | 50 | +4   |
| 12   | FC Porto "B"           | 60  | 42 | 16 | 12 | 14 | 52 | 49 | +3   |
| 13   | Gil Vicente FC         | 56  | 42 | 13 | 17 | 12 | 47 | 49 | -2   |
| 14   | Sporting CP "B"        | 55  | 42 | 15 | 10 | 17 | 64 | 62 | +2   |
| 15   | FC Famalicão           | 53  | 42 | 14 | 11 | 17 | 47 | 50 | -3   |
| 16   | CD Cova da Piedade P   | 53  | 42 | 14 | 11 | 17 | 45 | 60 | -15  |
| 17   | Ac. Viseu              | 52  | 42 | 13 | 13 | 16 | 49 | 54 | -5   |
| 18   | Leixões SC             | 46  | 42 | 10 | 16 | 16 | 44 | 48 | -4   |
| 19   | FC Vizela P            | 46  | 42 | 9  | 19 | 14 | 39 | 49 | -10  |
| 20   | AD Fafe P              | 45  | 42 | 11 | 12 | 19 | 52 | 65 | -13  |
| 21   | SC Freamunde           | 40  | 42 | 9  | 13 | 20 | 39 | 52 | -13  |
| 22   | SC Olhanense           | 28  | 42 | 7  | 7  | 28 | 45 | 83 | -38  |

| Légende : Promotions et relégations | Légende : Promotions et relégations                                  |
| ----------------------------------- | -------------------------------------------------------------------- |
|                                     | Promu en Liga NOS 2017-2018                                          |
|                                     | Qualifié pour le barrage de relégation                               |
|                                     | Relégué en 3e division                                               |
|                                     | Équipe réserve ne pouvant pas être promue                            |
|                                     | R : Relégué de Liga NOS 2015-2016 P : Promu de 3e division 2015-2016 |

## Statistiques

### Meilleurs buteurs
| Rang | Joueur      | Club             | Buts |
| ---- | ----------- | ---------------- | ---- |
| 1    | Jorge Pires | Portimonense SC  | 23   |
| 2    | Paulinho    | Gil Vicente FC   | 19   |
| 3    | Kwame Nsor  | União da Madeira | 16   |